# شهرستان ولیکیی بورلوک
شهرستان ولیکیی بورلوک (به لاتین: Velykyi Burluk Raion) یک سکونتگاه مسکونی در اوکراین است که در استان خارکف واقع شده‌است.

## خصوصیات
شهرستان ولیکیی بورلوک ۱٬۲۲۰٫۸ کیلومترمربع مساحت و ۲۳٬۱۴۸ نفر جمعیت دارد.